# Hudi Vrh
Hudi Vrh este o localitate din comuna Bloke, Slovenia, cu o populație de 61 de locuitori.